# Psyche or the Legend of Love

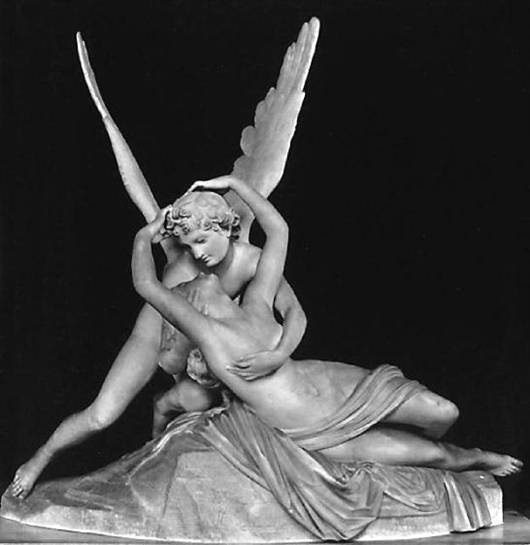
Eros i psyche. Rzeźba Antonia Canovy

Psyche or the Legend of Love – poemat epicki irlandzkiej poetki romantycznej Mary Tighe, opublikowany po raz pierwszy nakładem autorki w 1805, a następnie wydany już po jej śmierci w 1811. Utwór ten jest opracowaniem mitologicznego wątku o miłości Erosa (Kupida) i Psyche, znanego z dzieła Apulejusza. Dzieło zostało napisane strofą spenserowską, czyli dziewięciowersową, rymowaną ababbcbcc, wprowadzoną do poezji angielskiej przez renesansowego poetę Edmunda Spensera, wysoko cenioną i stosowaną przez romantyków angielskich (George'a Gordona Byrona, Percy'ego Bysshe Shelleya, Johna Keatsa), jak też Juliusza Słowackiego.  Liczy 372 strofy. Poemat Mary Tighe przyciągnął większą uwagę niż jakikolwiek inny utwór napisany przez kobietę w epoce romantyzmu. Poemat rozpoczyna się in medias res, podobnie jak starożytne eposy. Składa się z sześciu pieśni. Miejscami poetka stosuje aliterację:
And thou, sweet sprite, whose sway doth far extend,

 Smile on the mean historian of thy fame!

My heart in each distress and fear befriend,

Nor ever let it feel a fiercer flame

Than innocence may cherish free from blame,

And hope may nurse, and sympathy may own;

For, as thy rights I never would disclaim,

But true allegiance offered to thy throne,

So may I love but one, by one beloved alone.